# 彩盈邨

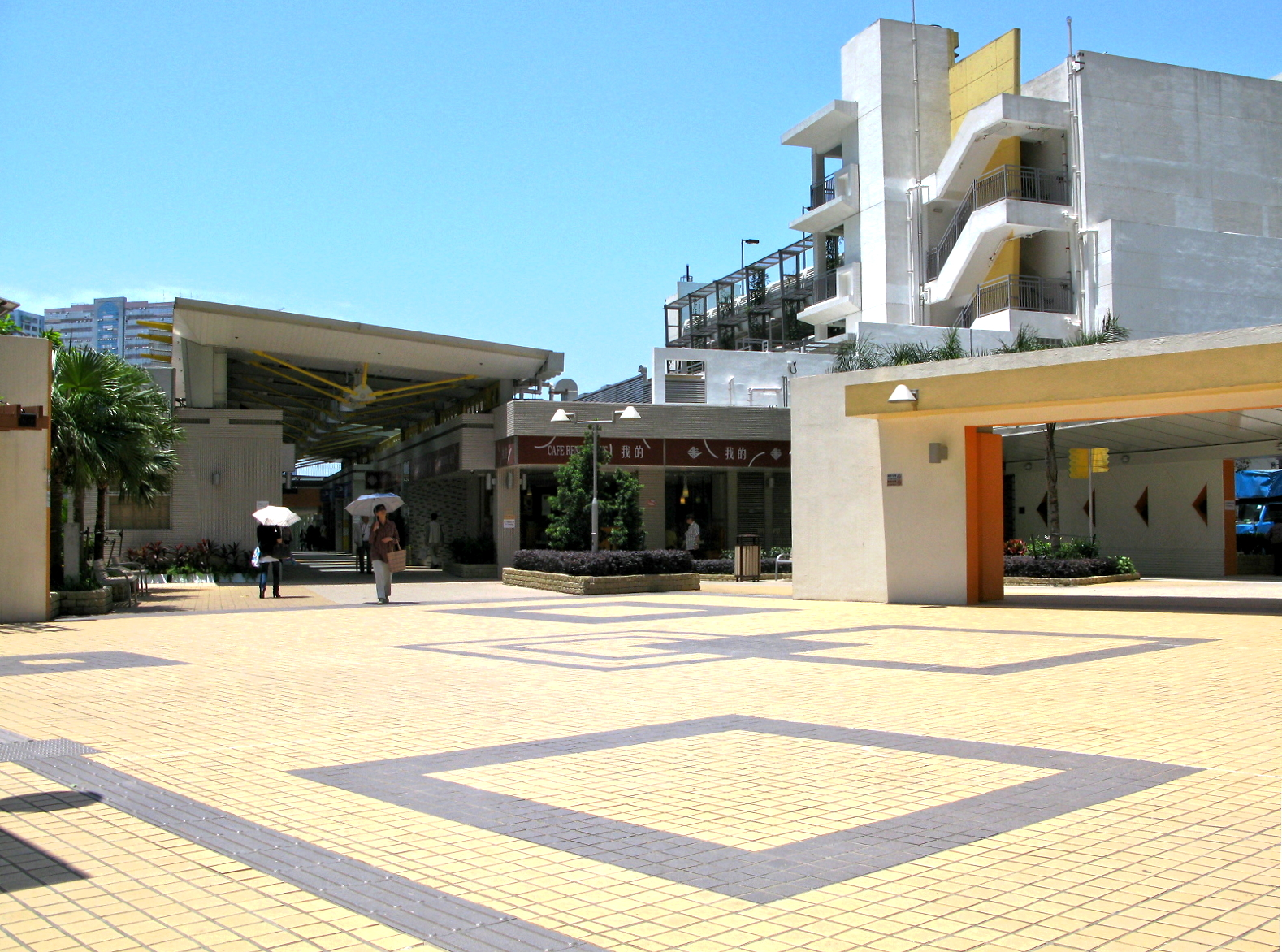
彩盈邨入口廣場

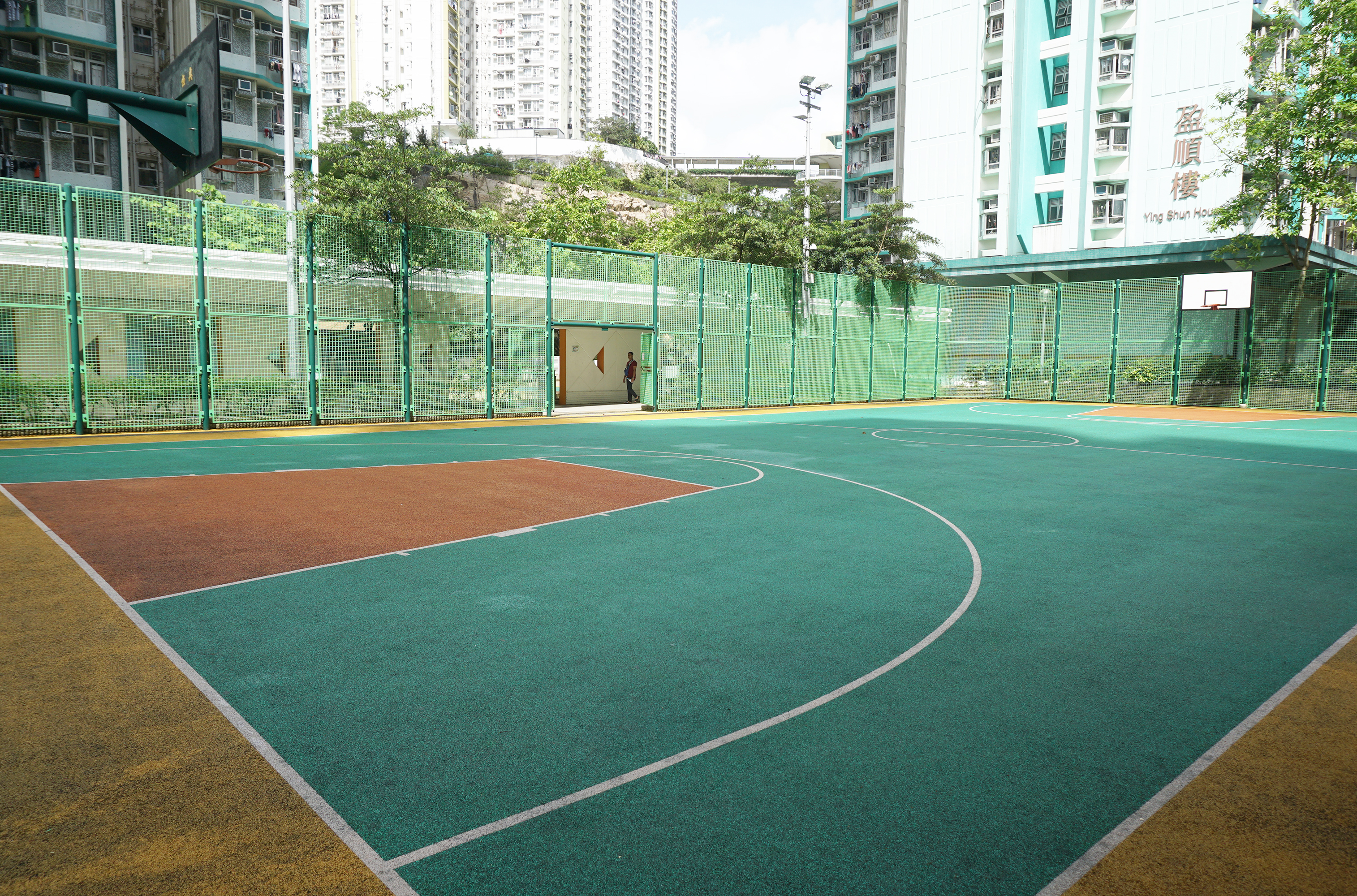
籃球場

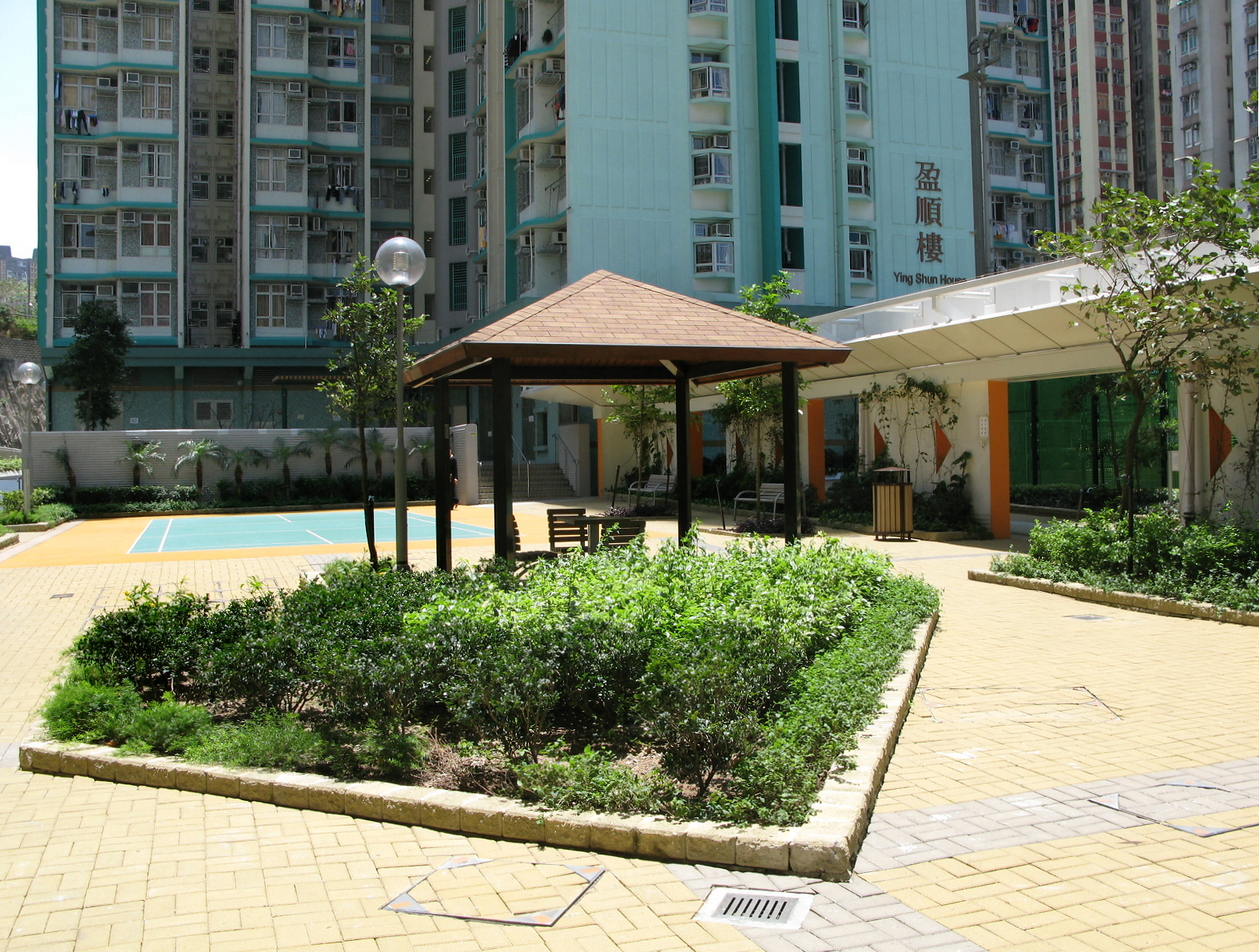
羽毛球場、涼亭及棋藝區

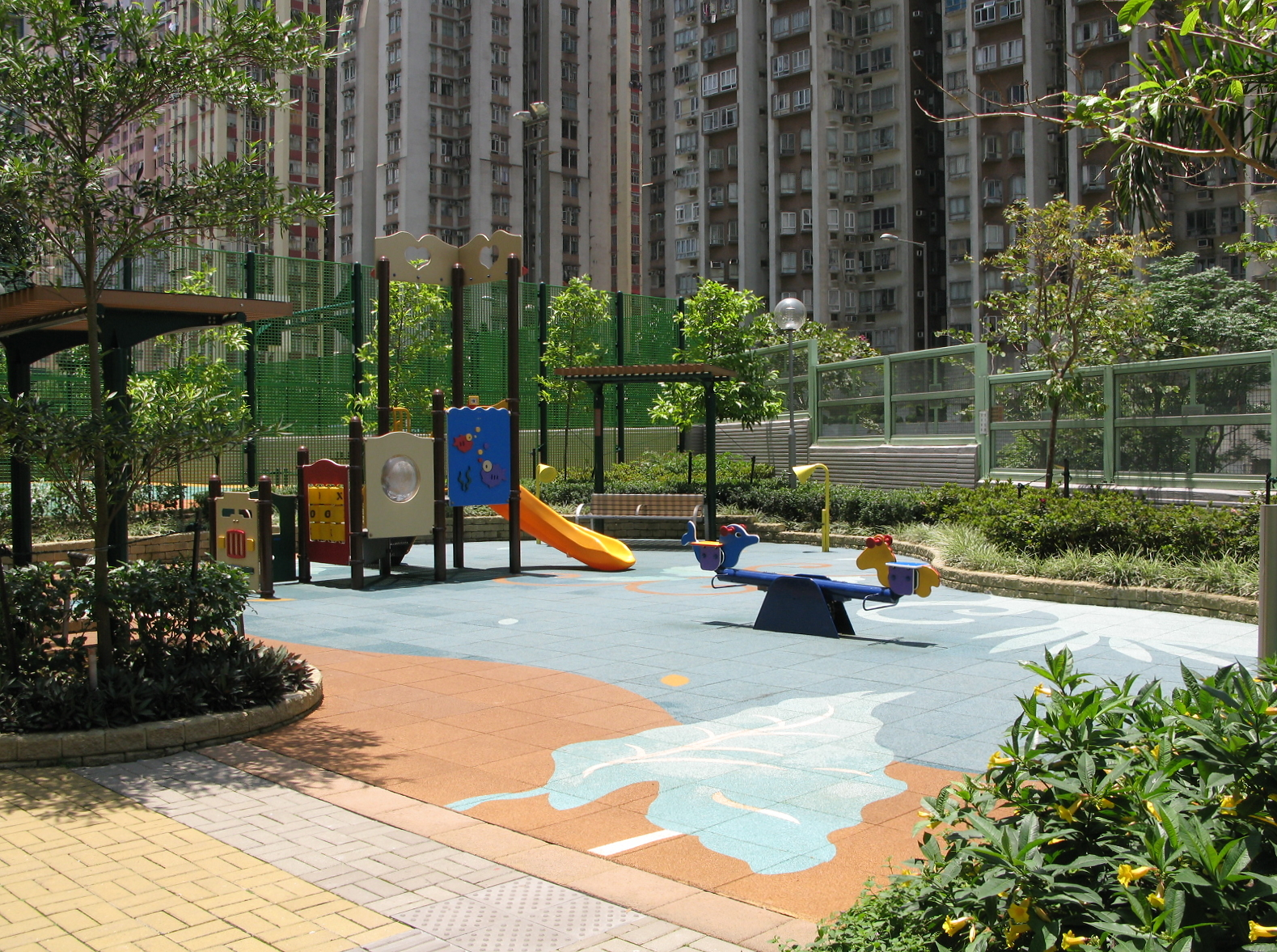
兒童遊樂場

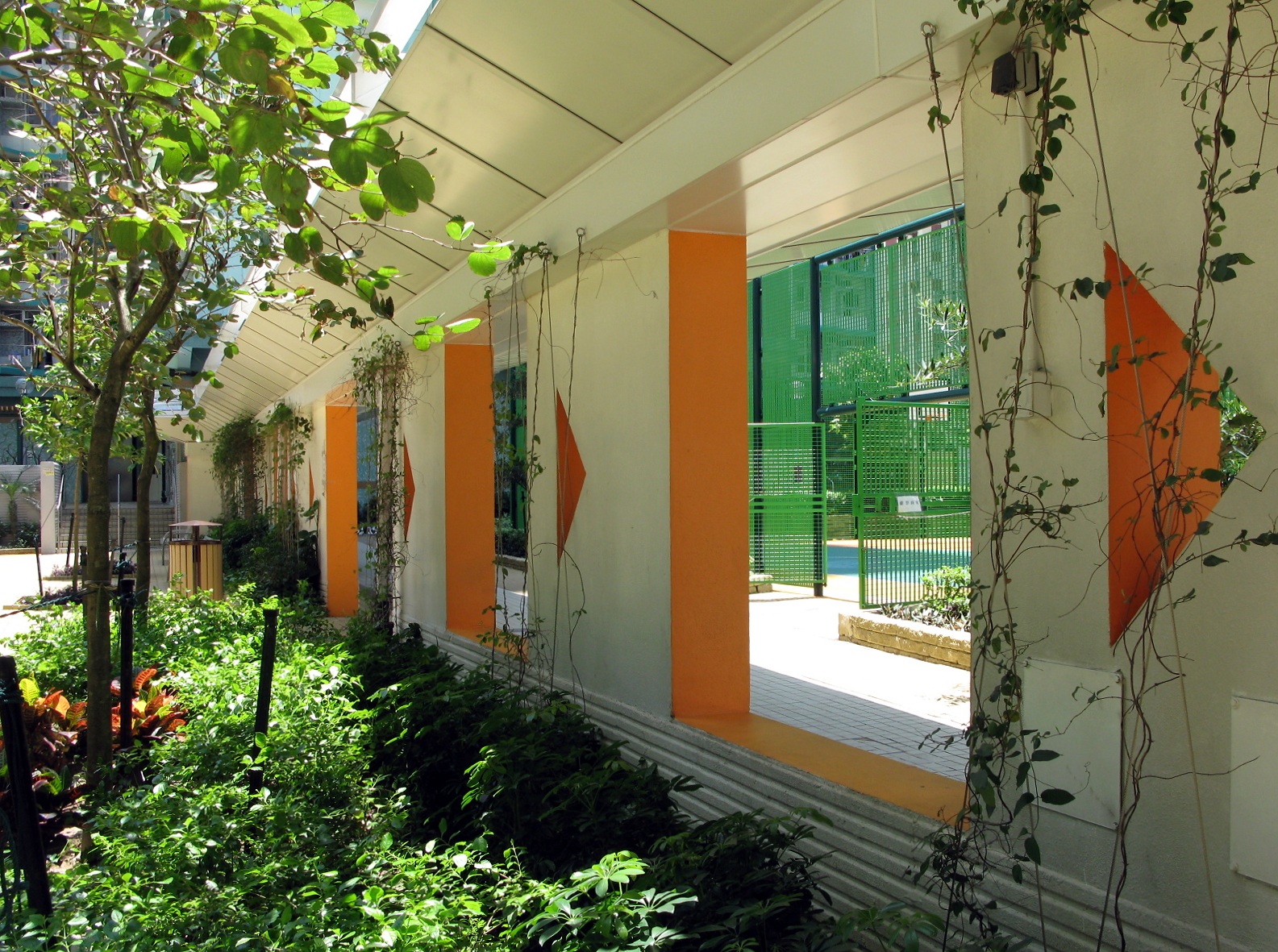
行人走廊外牆種植了不少植物

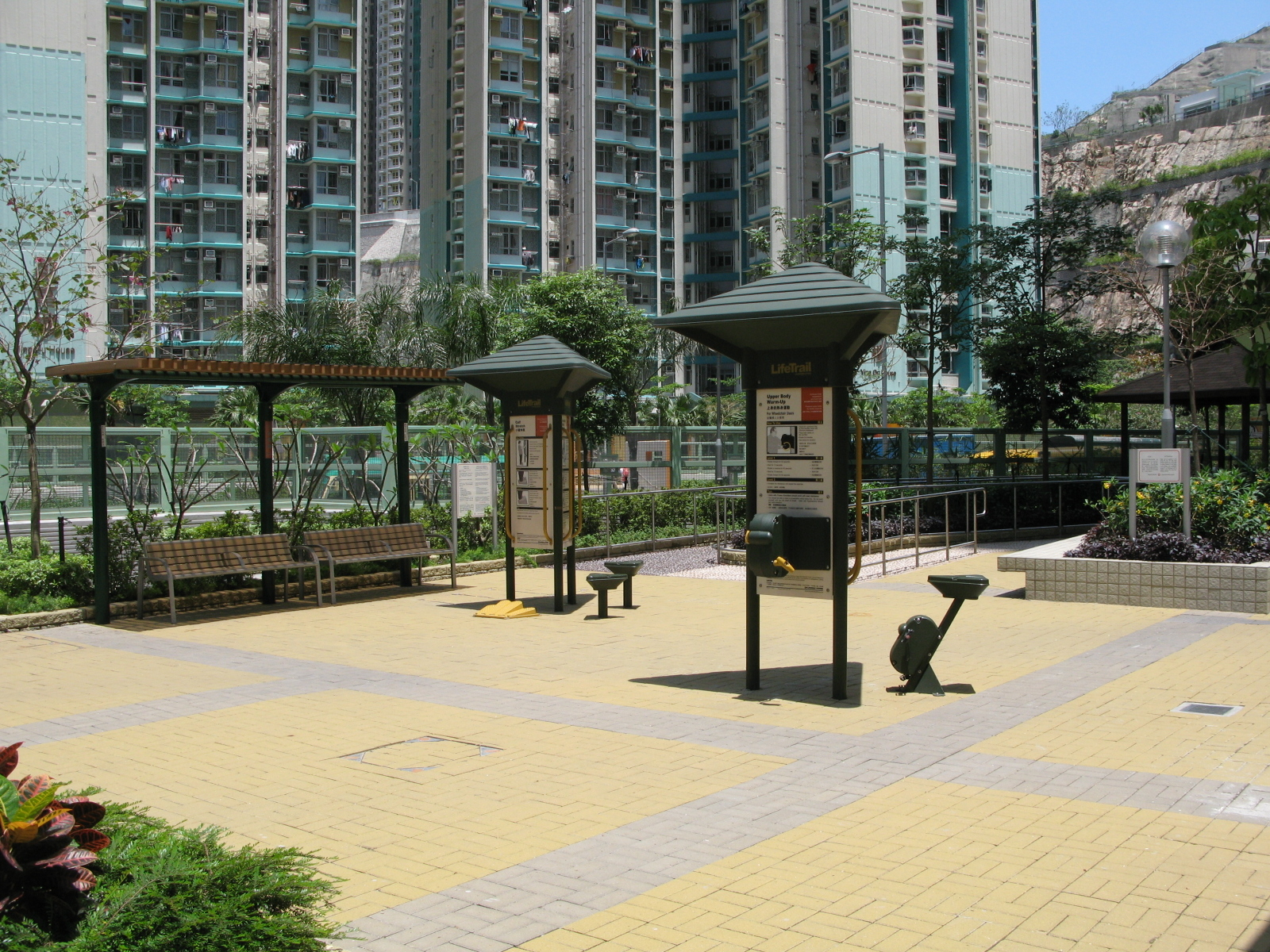
健體區及卵石路步行徑

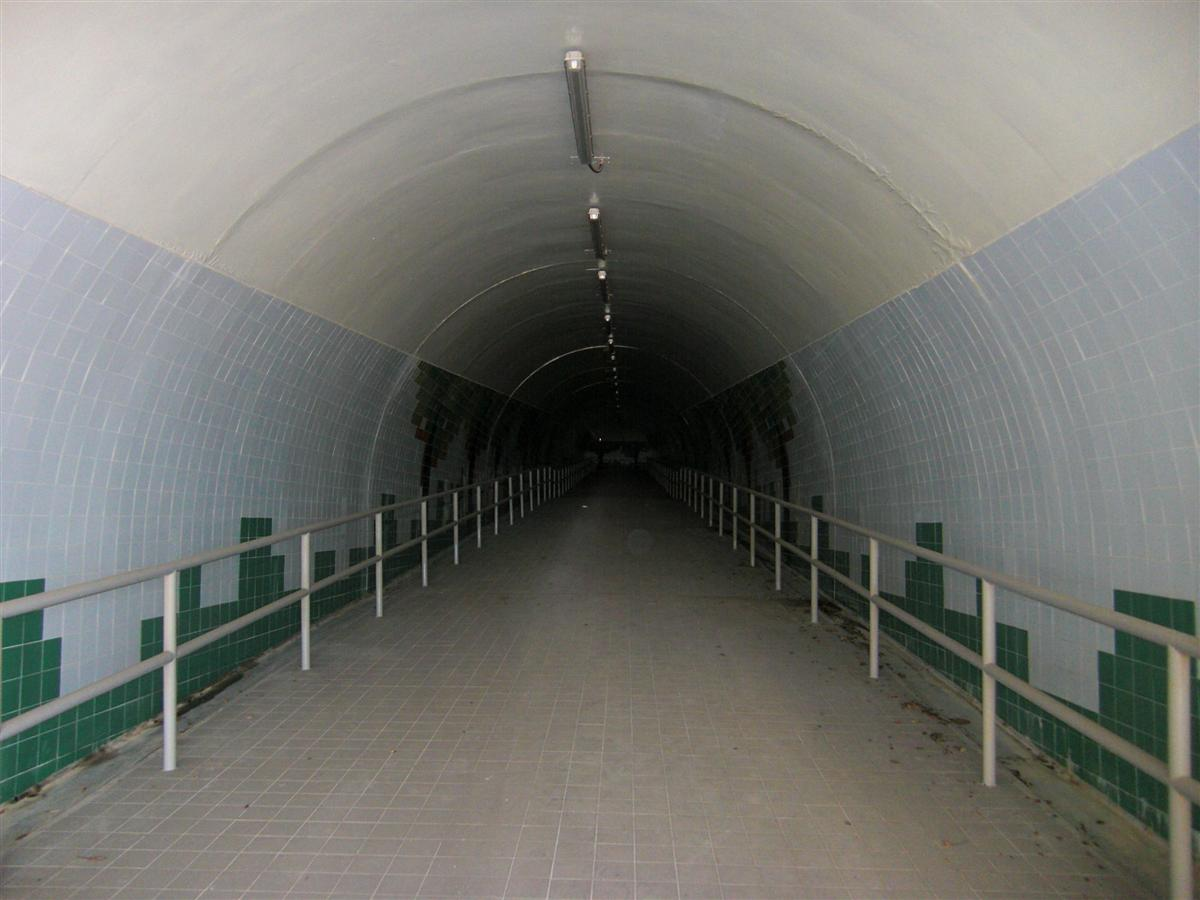
連接彩盈邨至彩雲道2區（彩德邨）的行人隧道

彩盈邨（英語：Choi Ying Estate）是香港房屋委員會轄下的一個公共屋邨，位於九龍觀塘區平山，由房屋署總建築師（3）設計，於2008年落成入伙，目前由宜居顧問服務負責屋邨物業管理。

## 簡介
彩盈邨的原址是1974年關閉的平山石礦場。2001年，政府開展「彩雲道及佐敦谷毗鄰的發展計劃」，根據該項計劃，政府在彩雲道及佐敦谷一帶闢建地台，興建道路、行車天橋、行人天橋、雨水渠及污水渠等基本設施，並會開闢綠化地帶及改善附近地區現有的道路交匯處，並興建房屋、小學及中學的用地。
彩盈邨所在用地原擬興建一個由9幢1999年版本新十字型大廈組成的居屋屋苑，後因孫九招而改為興建公屋。
彩盈邨於2008年中落成入伙，共有五幢樓宇，提供約4,000個公屋單位，並設有一個小型商場「彩盈坊」，以及一個停車場。鄰近的屋邨有彩德邨、彩雲邨、彩霞邨、啟業邨、彩福邨等。鄰近彩雲道的商場有得寶商場。
此屋邨亦為九龍地區同期的兩個公屋重建項目（蘇屋邨與牛頭角下邨）提供安置資源。

## 屋邨資料

### 設計獲獎
彩雲道的公共房屋發展項目在香港工程師學會和英國結構工程師學會聯合結構分部舉辦的「卓越結構大獎」中，奪得嘉許獎。
2011年3月28日是彩雲道的公共房屋發展項目最後一期建築工程在當日完成，包括彩盈邨、彩福邨及彩德邨三個屋邨。香港房屋委員會成功把荒廢的石礦場改變為13,000個居所，成為能容納超過35,000人居住的社區。經過規劃設計後，屋邨居民可以在綠意盎然的自然環境中，經過四通八達的行人通道，享用各式各樣的設施和綠化空間。
香港房屋委員會在設計階段進行廣泛的環境研究，確保該項目的整體發展與四周環境協調。此外，他們亦顧及其他主要的設計問題，例如保留伸延至鄰近發展項目的觀景廊和風道。置身在這個發展項目中，天地和樹木等自然景物色彩分明，令三個屋邨與周遭環境融合之餘，又各具特色。總括而言，這項目象徵了房委會的良好公屋建築方針。

### 樓宇
| 樓宇名稱（座號） | 門牌號碼   | 樓宇類型         | 落成年份 | 層數 | 每層伙數                  | 每座單位總數（伙） | 建築師              | 承建商   | 提供升降機的廠商 | 期數 |
| ---------------- | ---------- | ---------------- | -------- | ---- | ------------------------- | ------------------ | ------------------- | -------- | ---------------- | ---- |
| 盈富樓（第1座）  | 彩霞道75號 | 新和諧一型第六款 | 2008年   | 40   | 20（其餘樓層） 19（19樓） | 799                | 房屋署總建築師（3） | 中國建築 | 東芝             | 1    |
| 盈安樓（第2座）  | 彩霞道73號 | 新和諧一型第六款 | 2008年   | 40   | 20（其餘樓層） 19（19樓） | 799                | 房屋署總建築師（3） | 中國建築 | 東芝             | 1    |
| 盈康樓（第3座）  | 彩霞道72號 | 新和諧一型第六款 | 2008年   | 40   | 20（其餘樓層） 19（19樓） | 799                | 房屋署總建築師（3） | 中國建築 | 東芝             | 2    |
| 盈樂樓（第4座）  | 彩霞道70號 | 新和諧一型第七款 | 2008年   | 40   | 19（其餘樓層） 18（19樓） | 798                | 房屋署總建築師（3） | 中國建築 | 東芝             | 2    |
| 盈順樓（第5座）  | 彩霞道68號 | 新和諧一型第七款 | 2008年   | 40   | 19（其餘樓層） 18（19樓） | 798                | 房屋署總建築師（3） | 中國建築 | 東芝             | 2    |

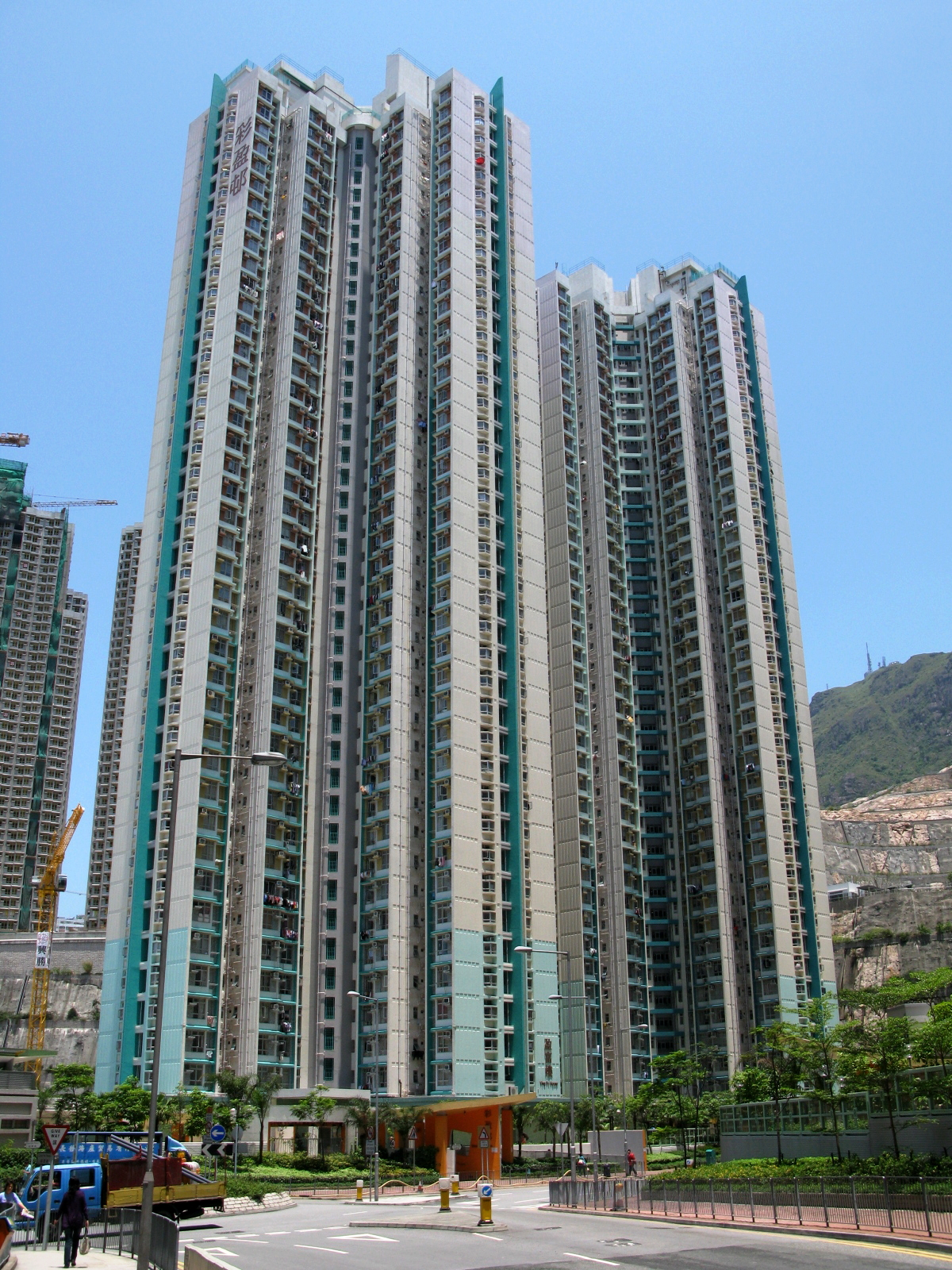
盈富樓（前排）及盈安樓（2010年4月）
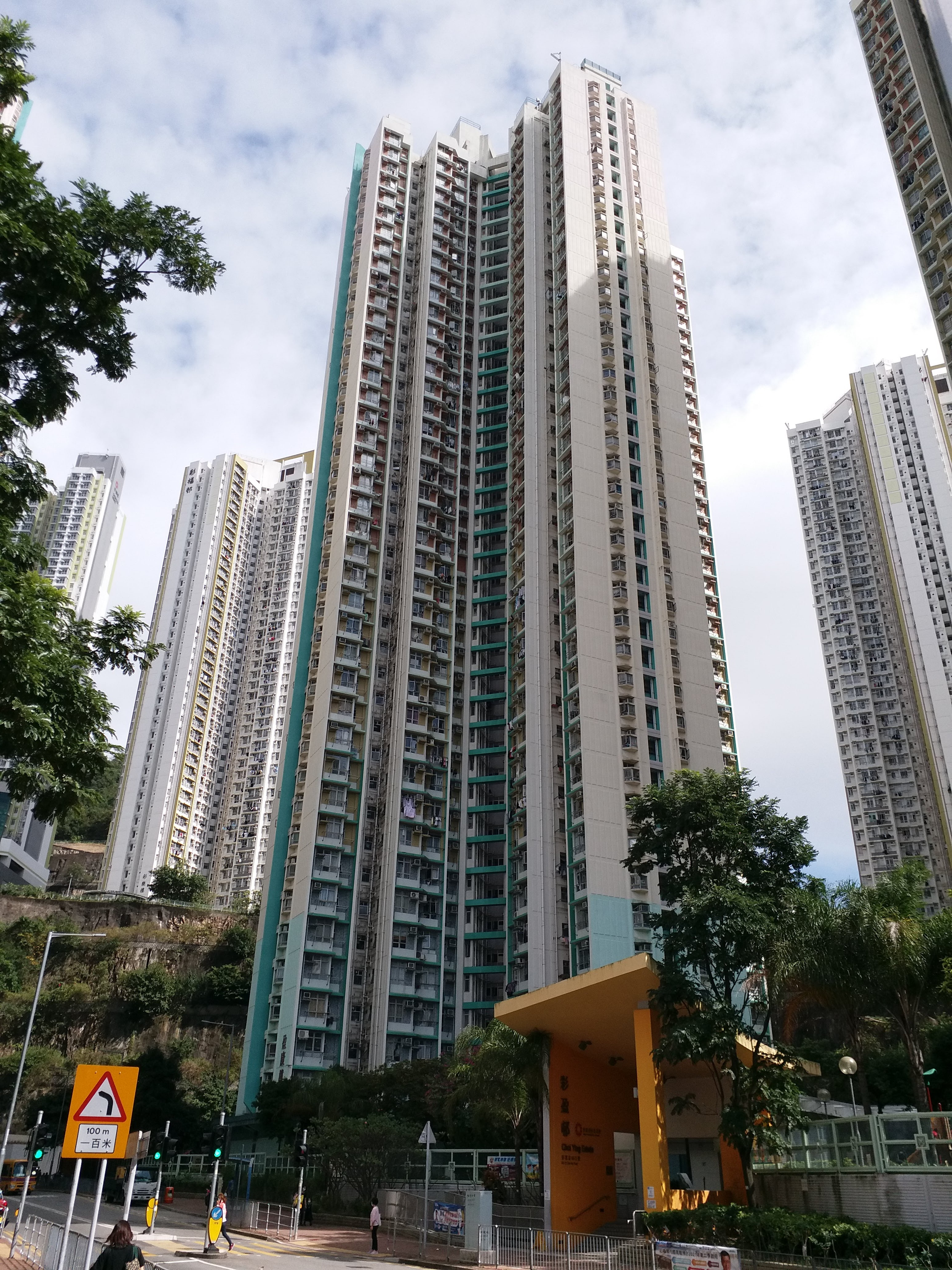
位於彩霞道旁的盈康樓（2020年11月）
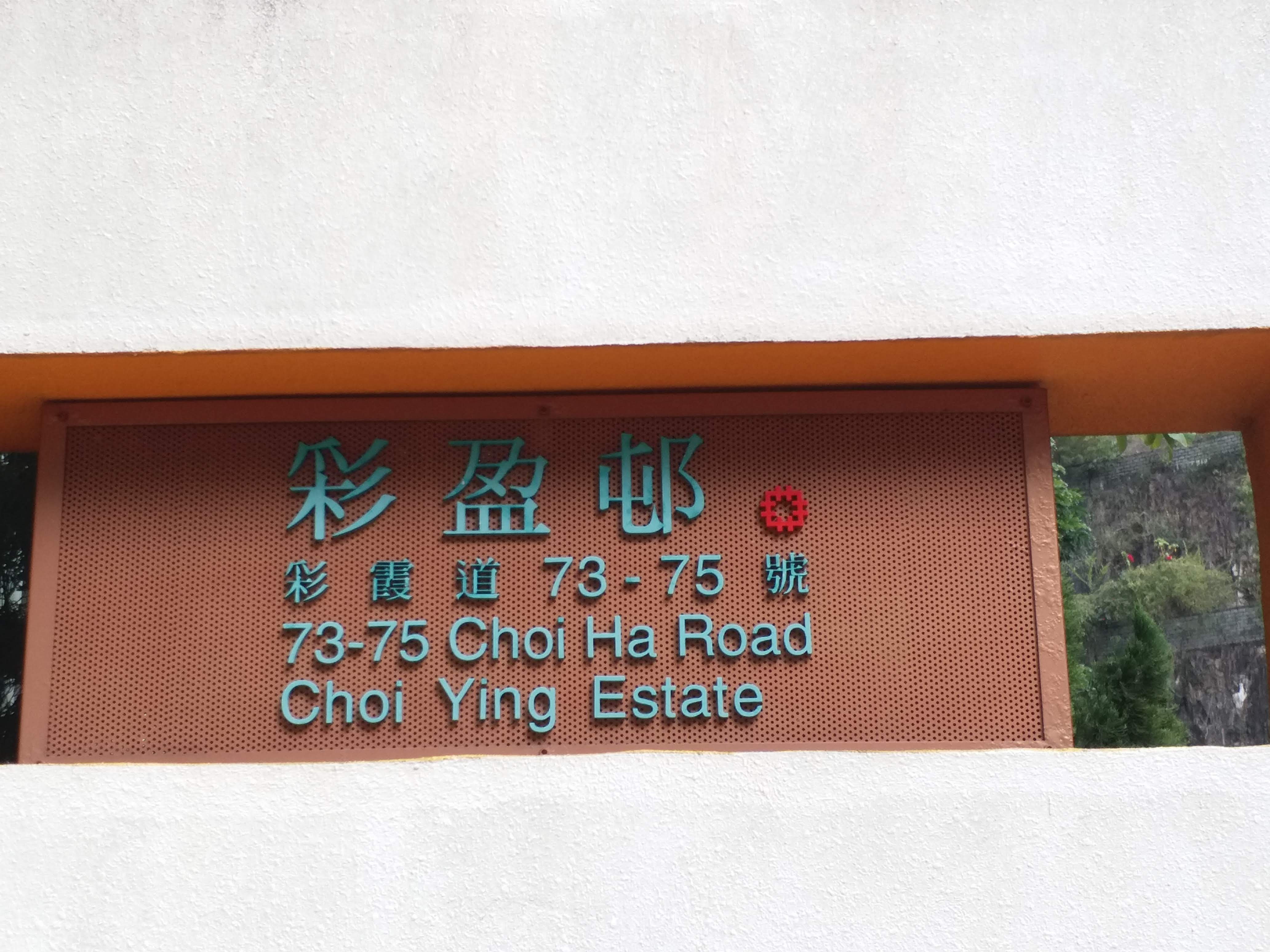
彩盈邨的門牌號碼（2020年11月）
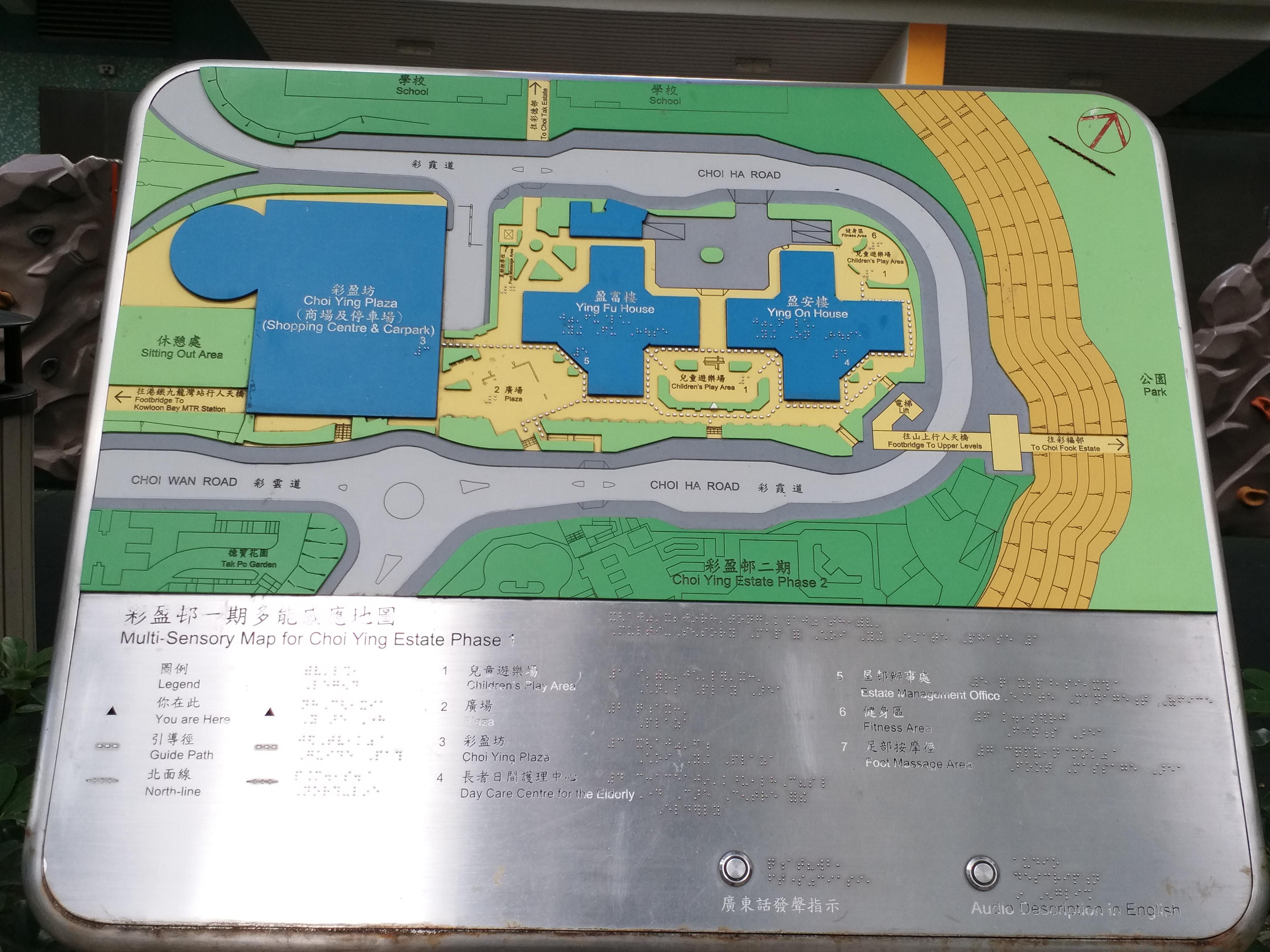
彩盈邨第一期的其中一幅多能感應地圖（2020年11月）
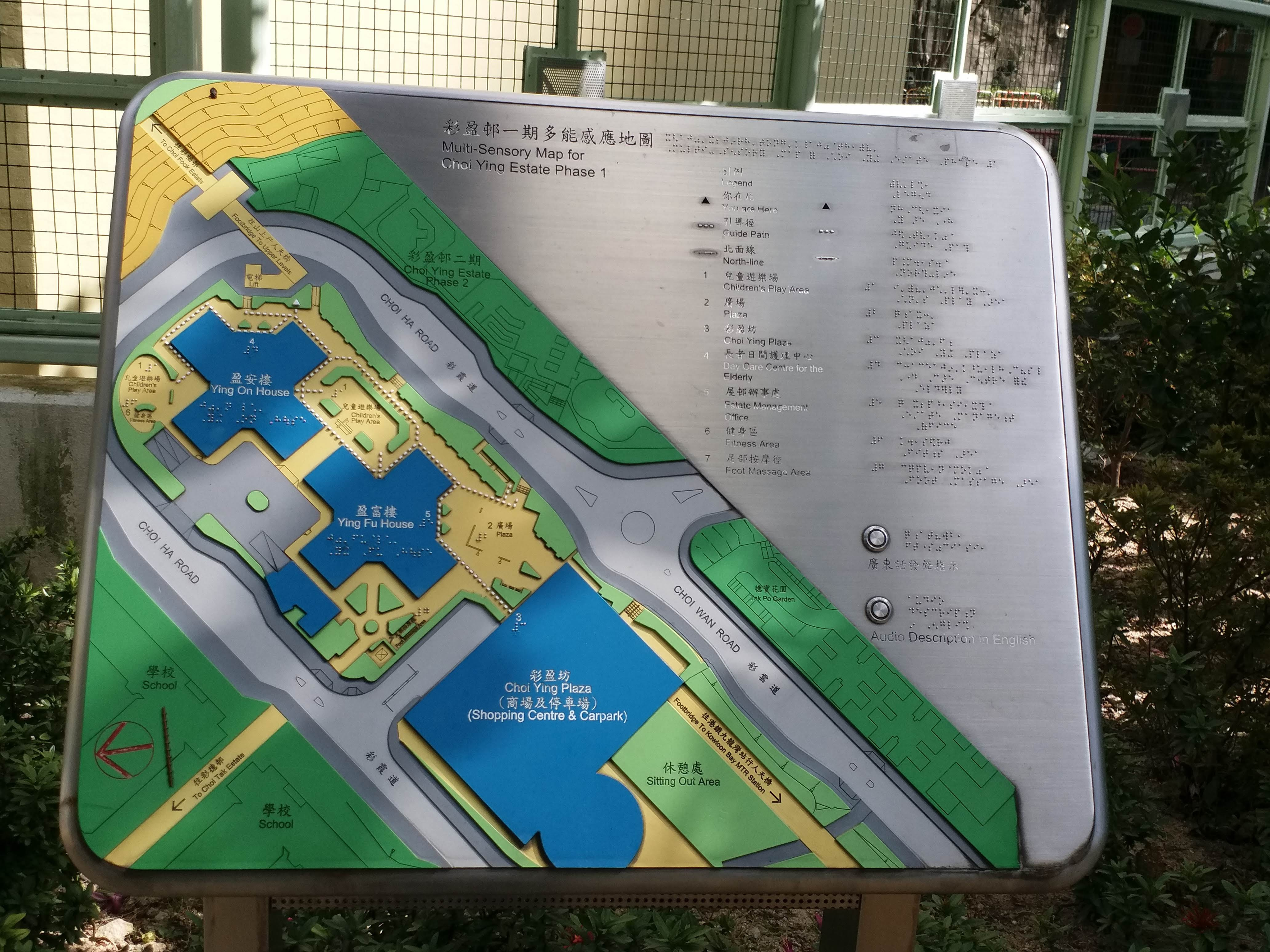
彩盈邨第一期的另一幅多能感應地圖（2020年11月）

### 商場
彩盈邨設有小型商場，命名為「彩盈坊」。商場採用街舖式設計，並無裝設冷氣。商場內合共只有5間商舖，包括百佳超級市場、OK便利店、一間診所、銀龍茶餐廳、商場管理處
及一間文具舖。鄰近彩雲道設有得寶商場。

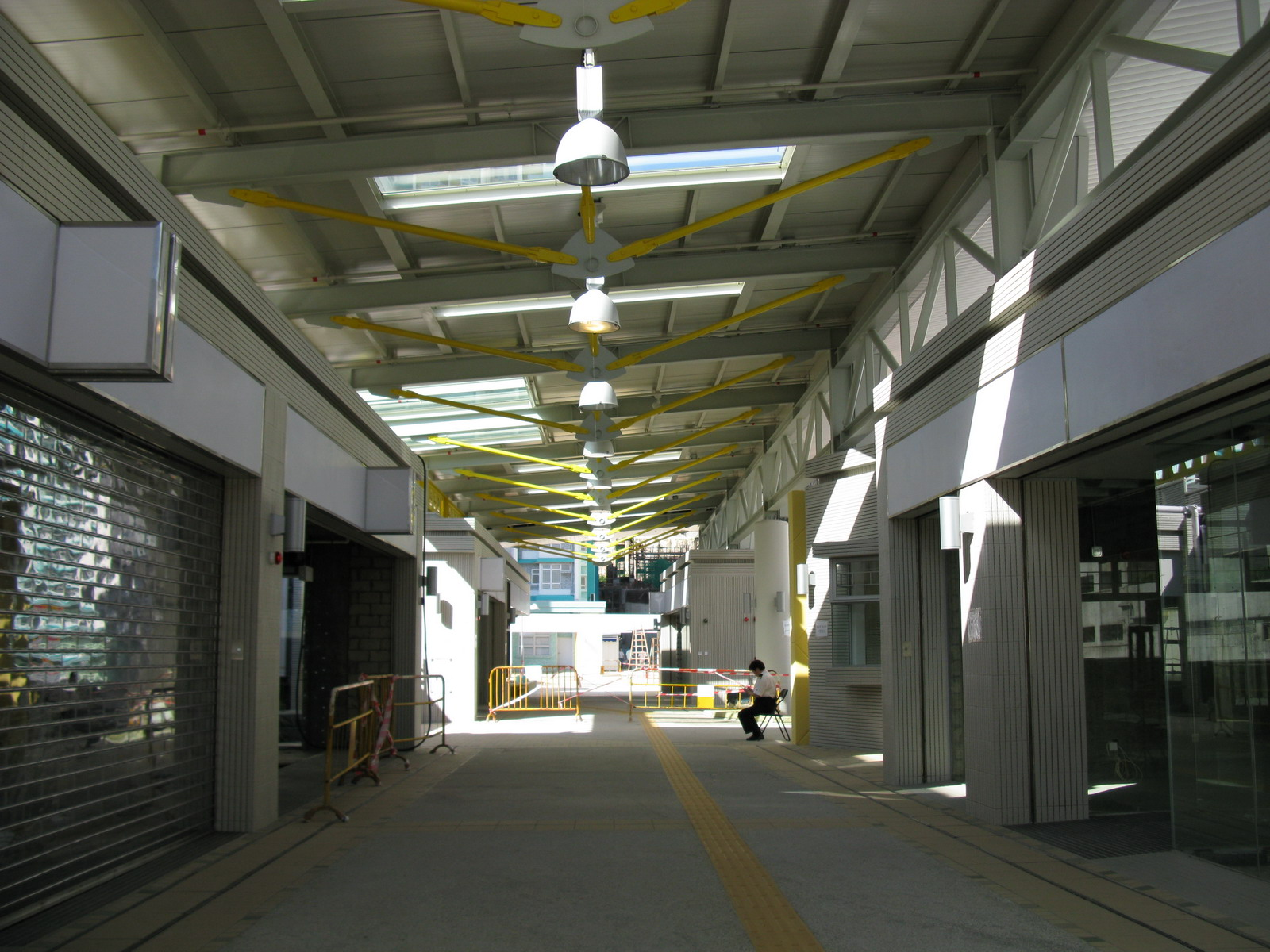
彩盈坊啟用前，圖左為規劃中的超級市場（2008年6月）
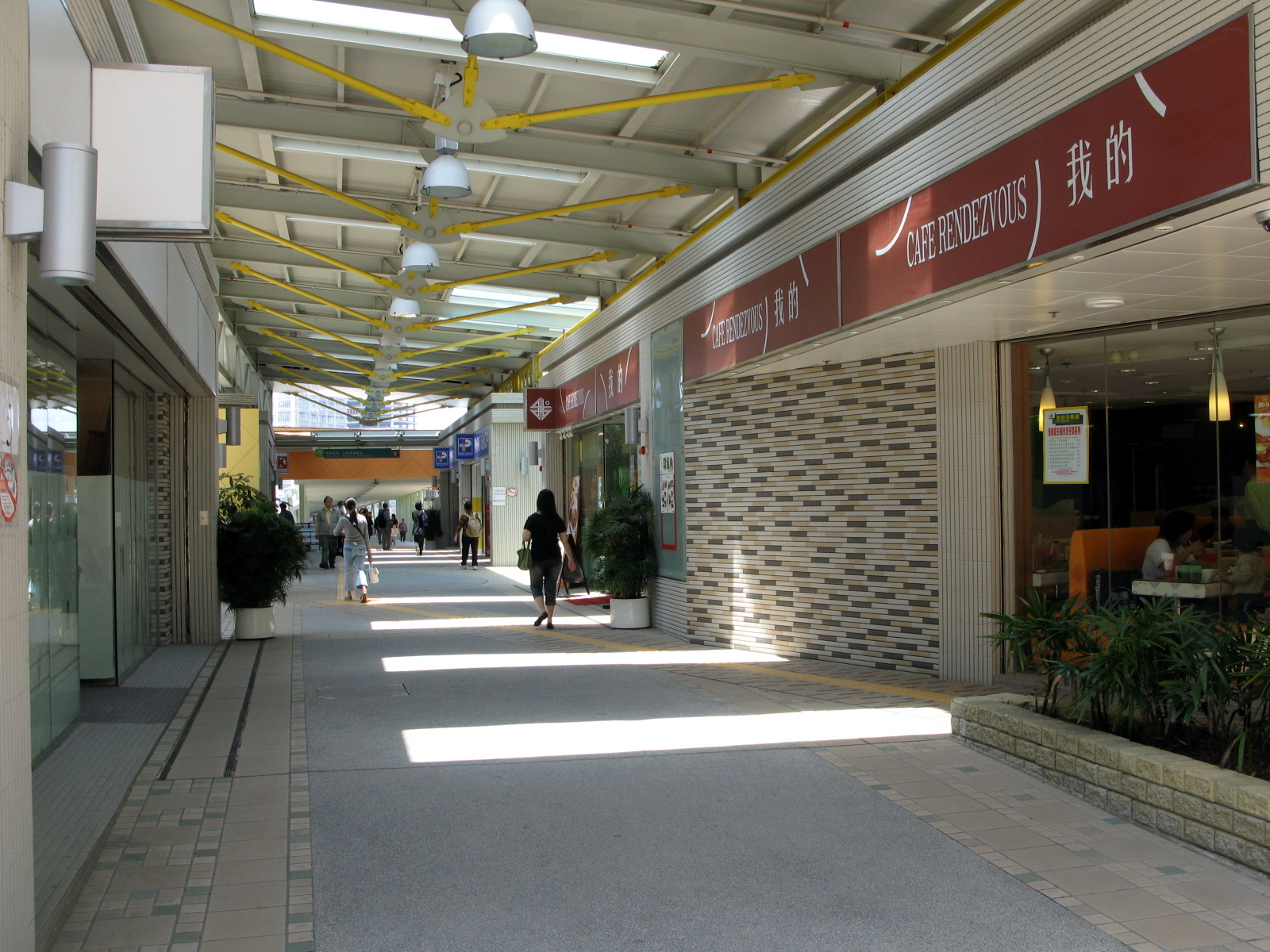
彩盈坊東面（2010年4月）
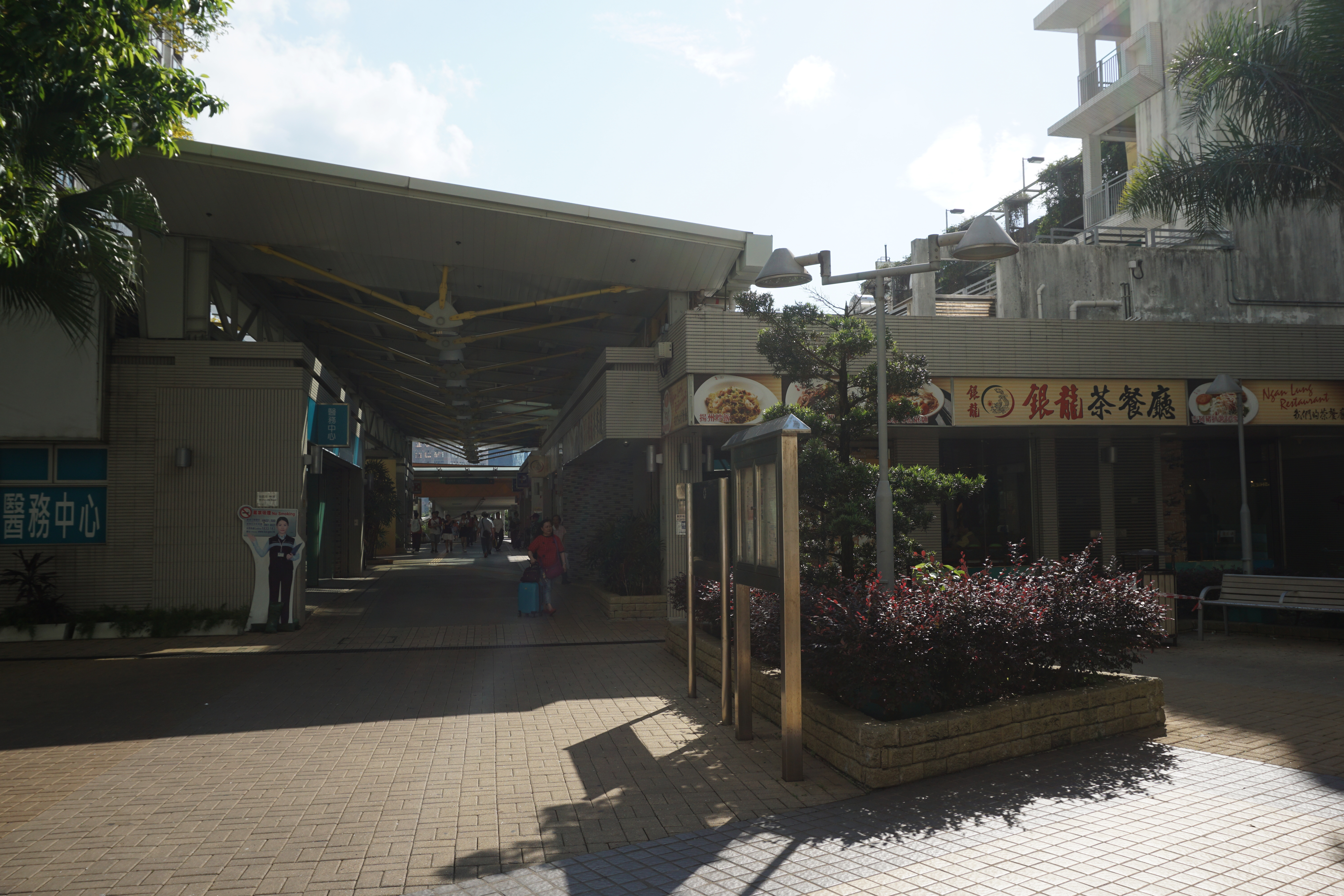
2019年的彩盈坊東面，茶餐廳已由「我的」換成銀龍
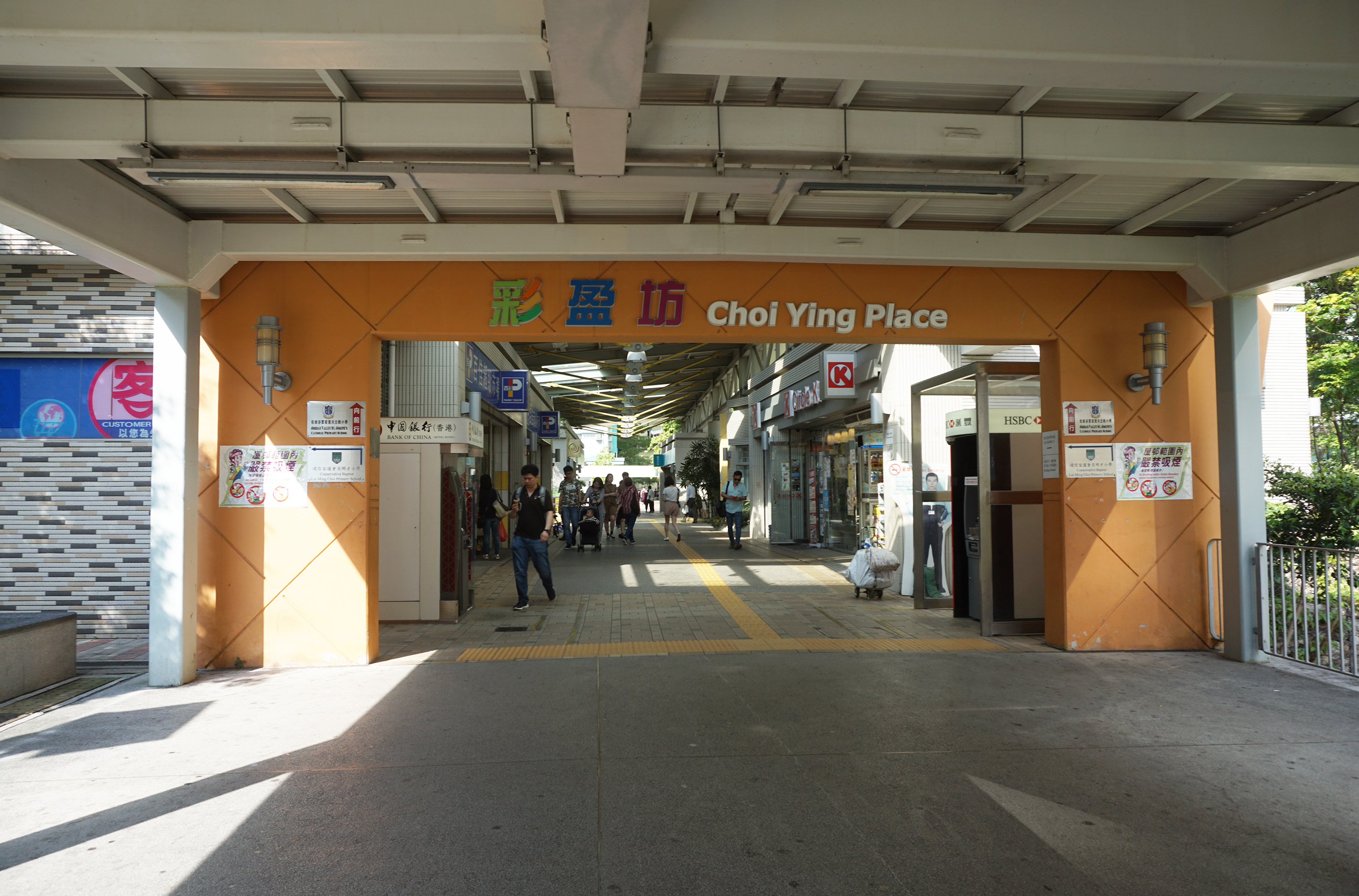
彩盈坊西面

## 教育及福利設施

### 幼稚園
- 基督教小樹苗幼稚園 （页面存档备份，存于）（盈樂樓地下）

### 小學
- 佐敦谷聖若瑟天主教小學
- 浸信宣道會呂明才小學（於2011年遷校）

### 長者鄰舍中心
- 明愛牛頭角長者中心 （页面存档备份，存于）（盈康樓地下B及C翼）

### 長者日間護理中心
- 基督教家庭服務中心彩盈長者日間護理中心 （页面存档备份，存于） （位於盈安樓地下）

## 鄰近建築
- 得寶商場
- 得寶花園

## 圖片庫

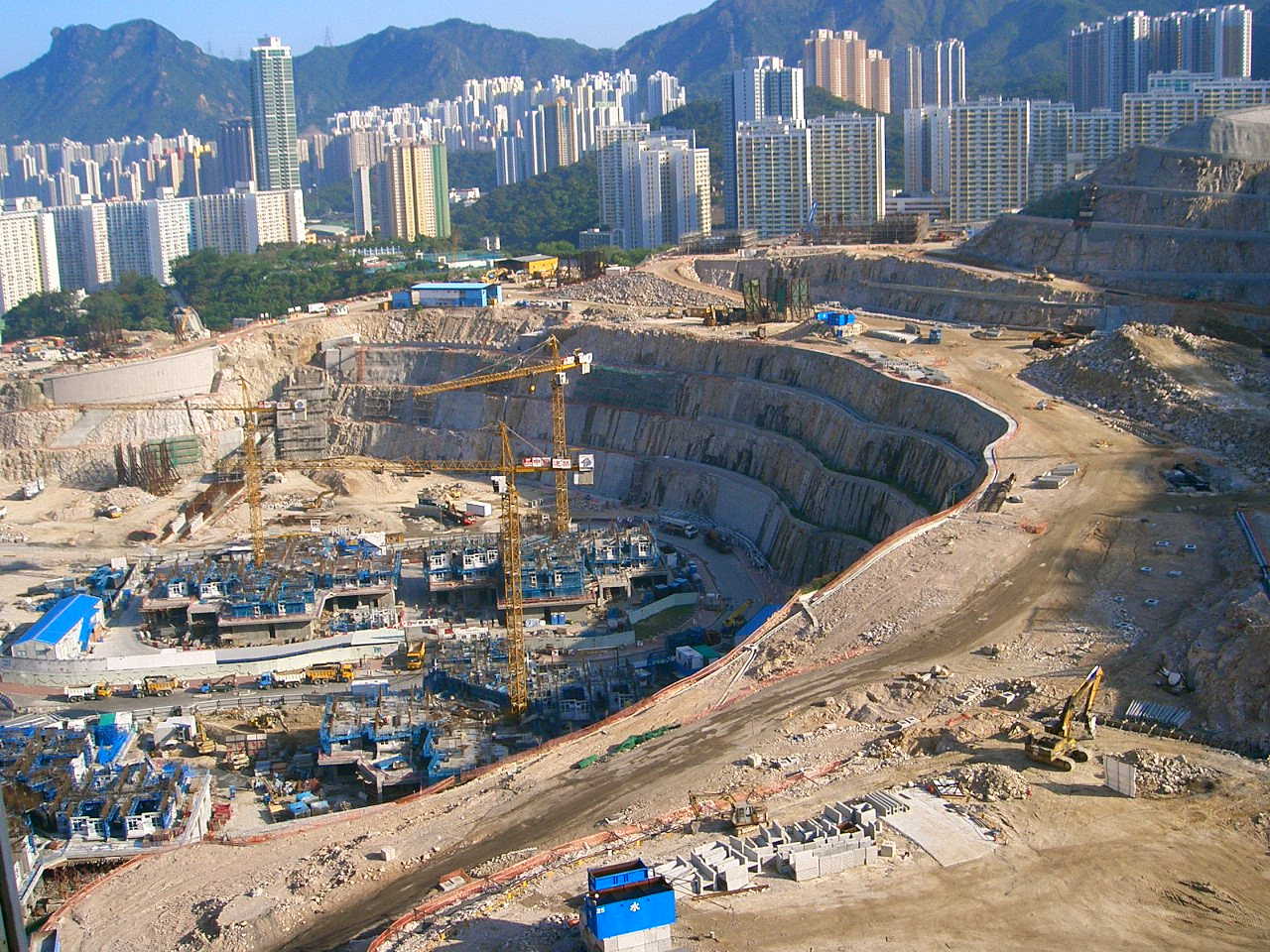
彩盈邨地盤，圖中遠方山坡可見工程用的隧道及輸送帶
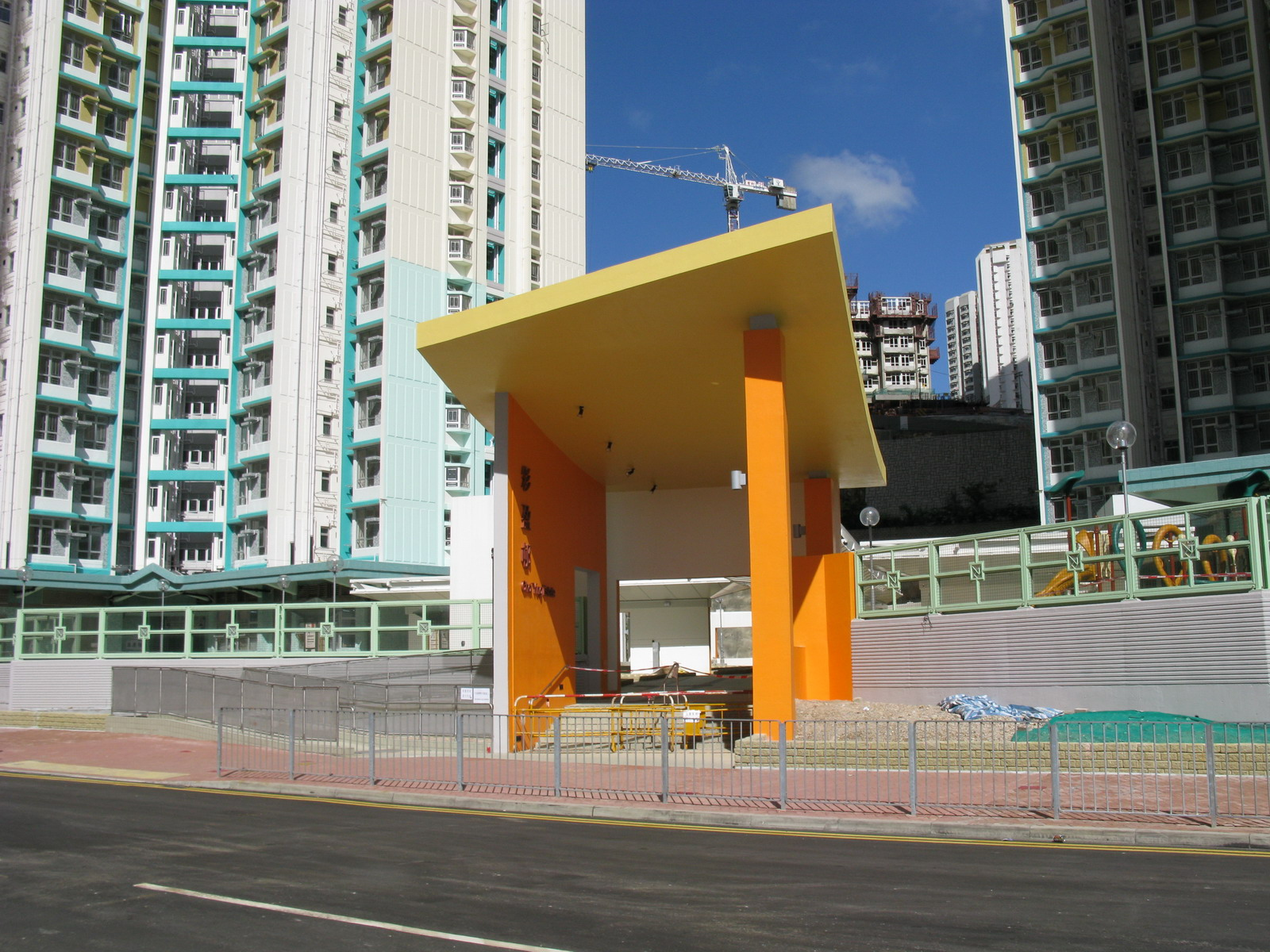
彩盈邨入口
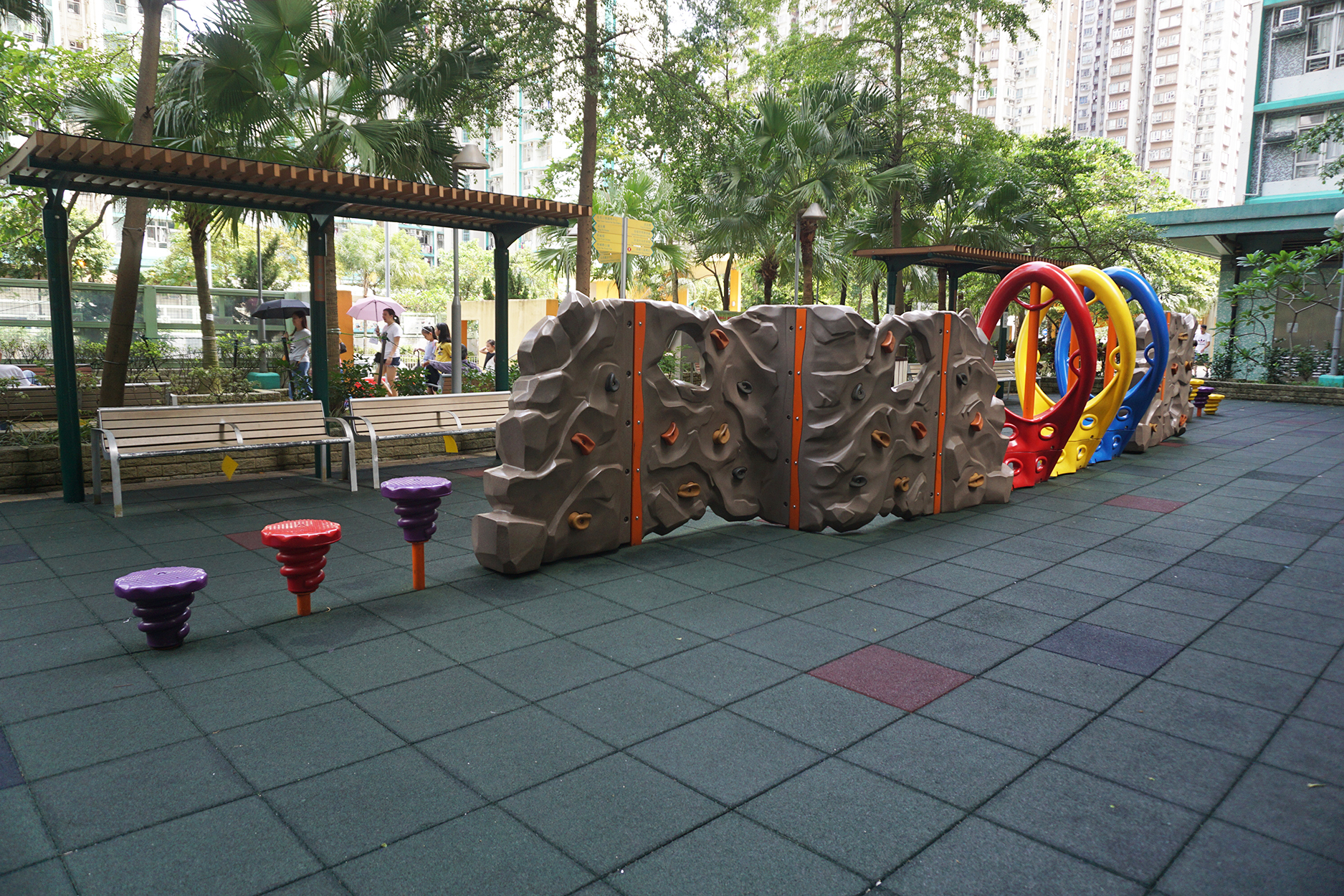
小童攀石牆
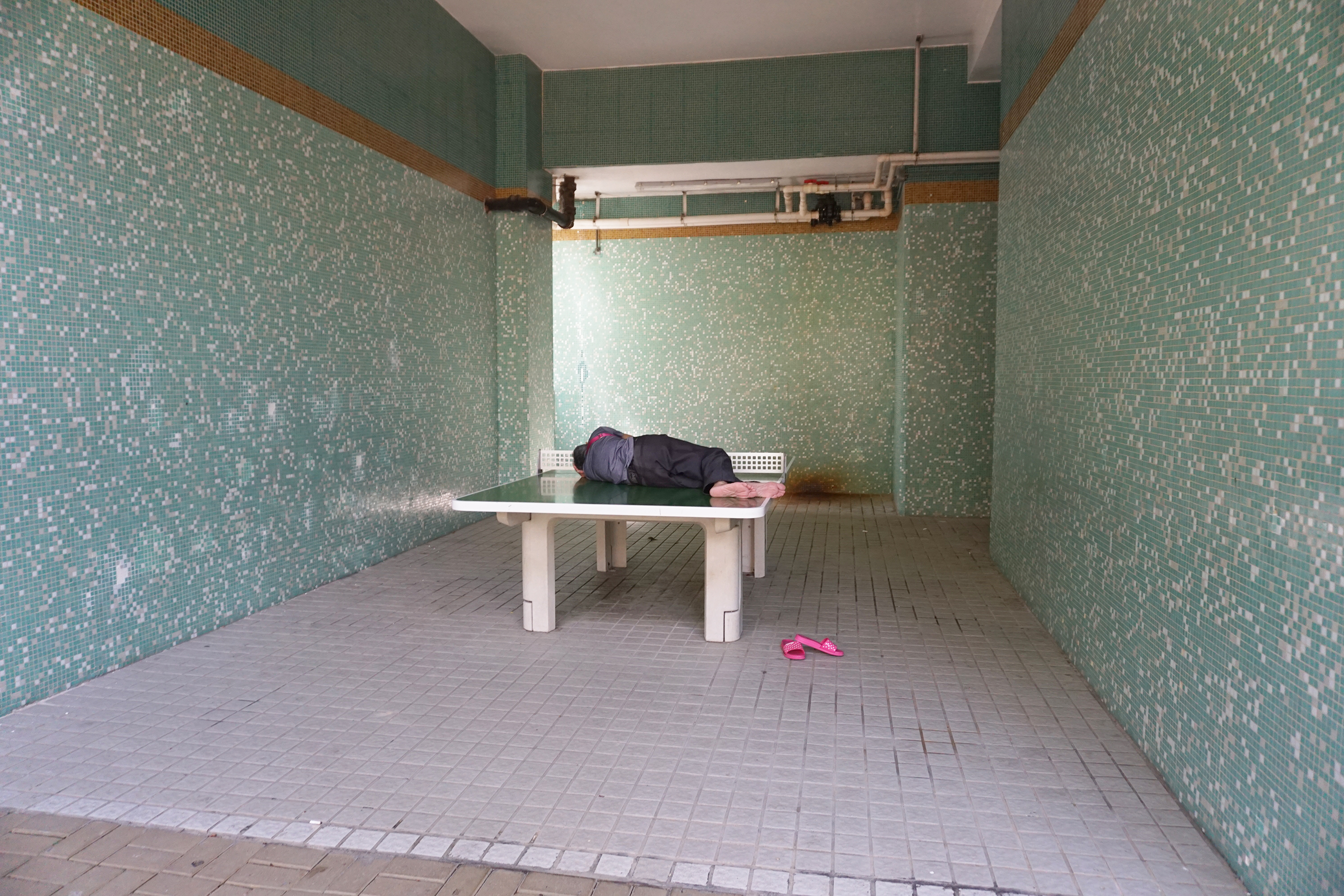
乒乓球桌
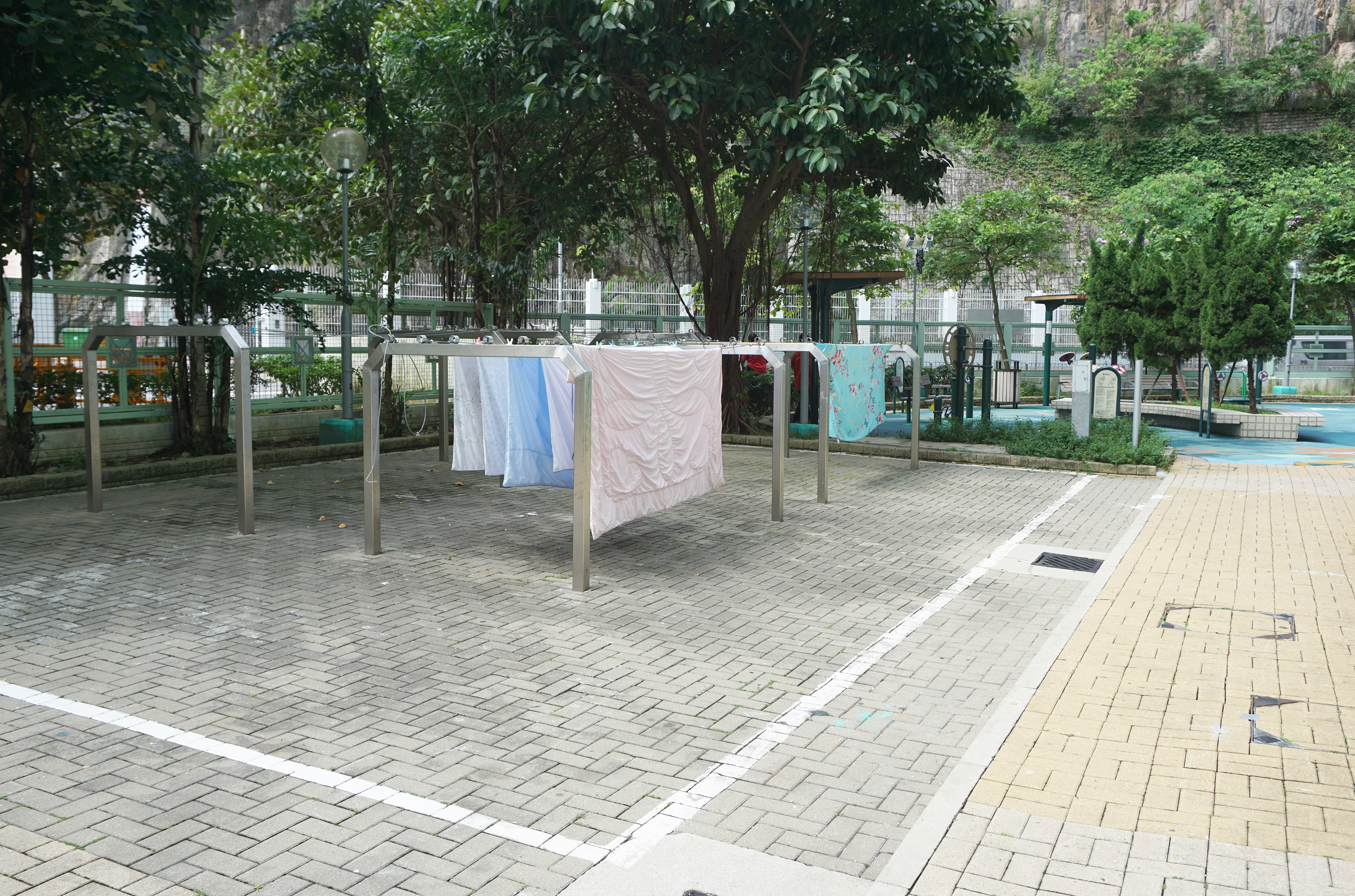
曬衣架及健體區
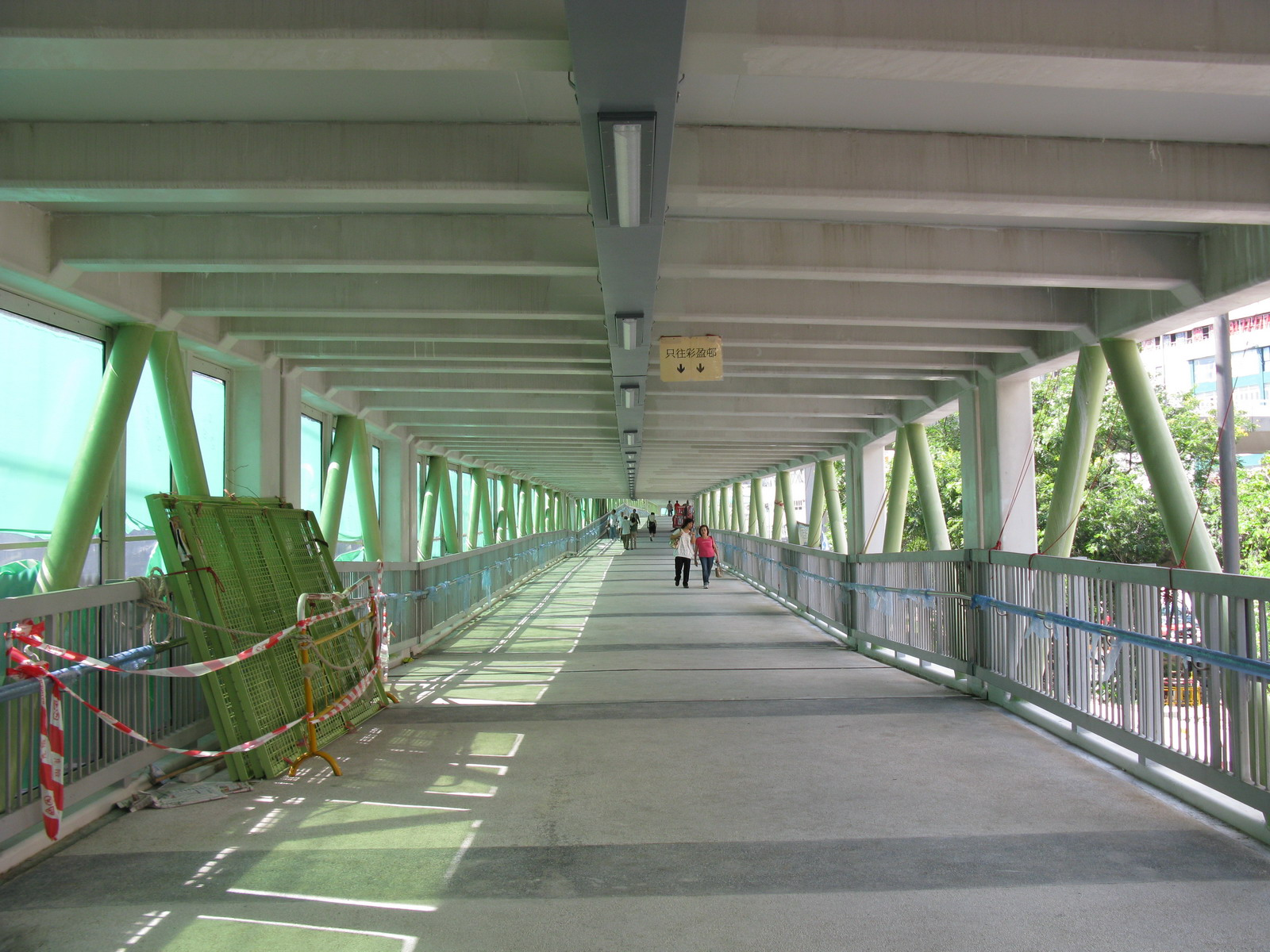
連接彩盈邨及港鐵九龍灣站的行人天橋
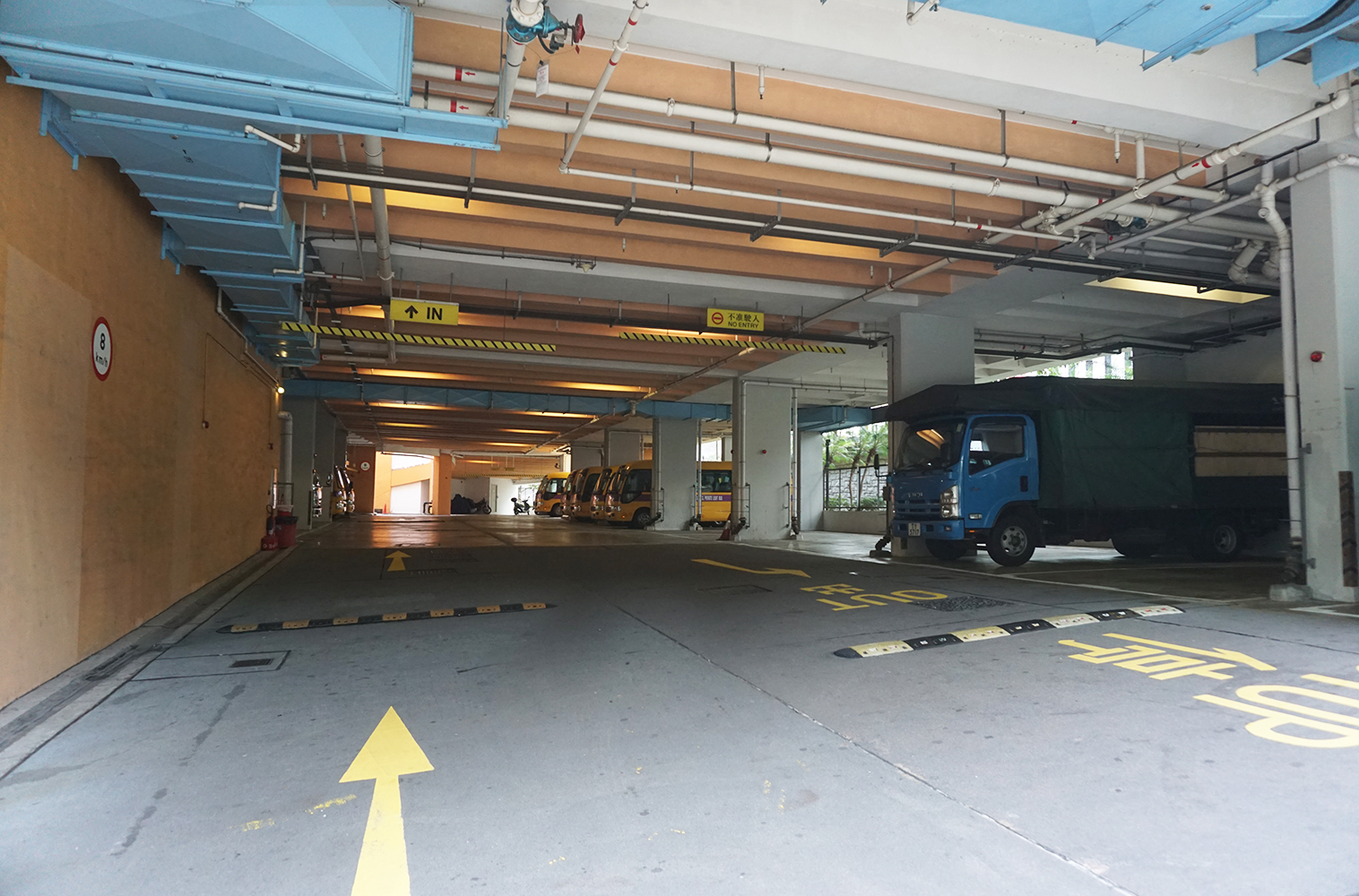
停車場
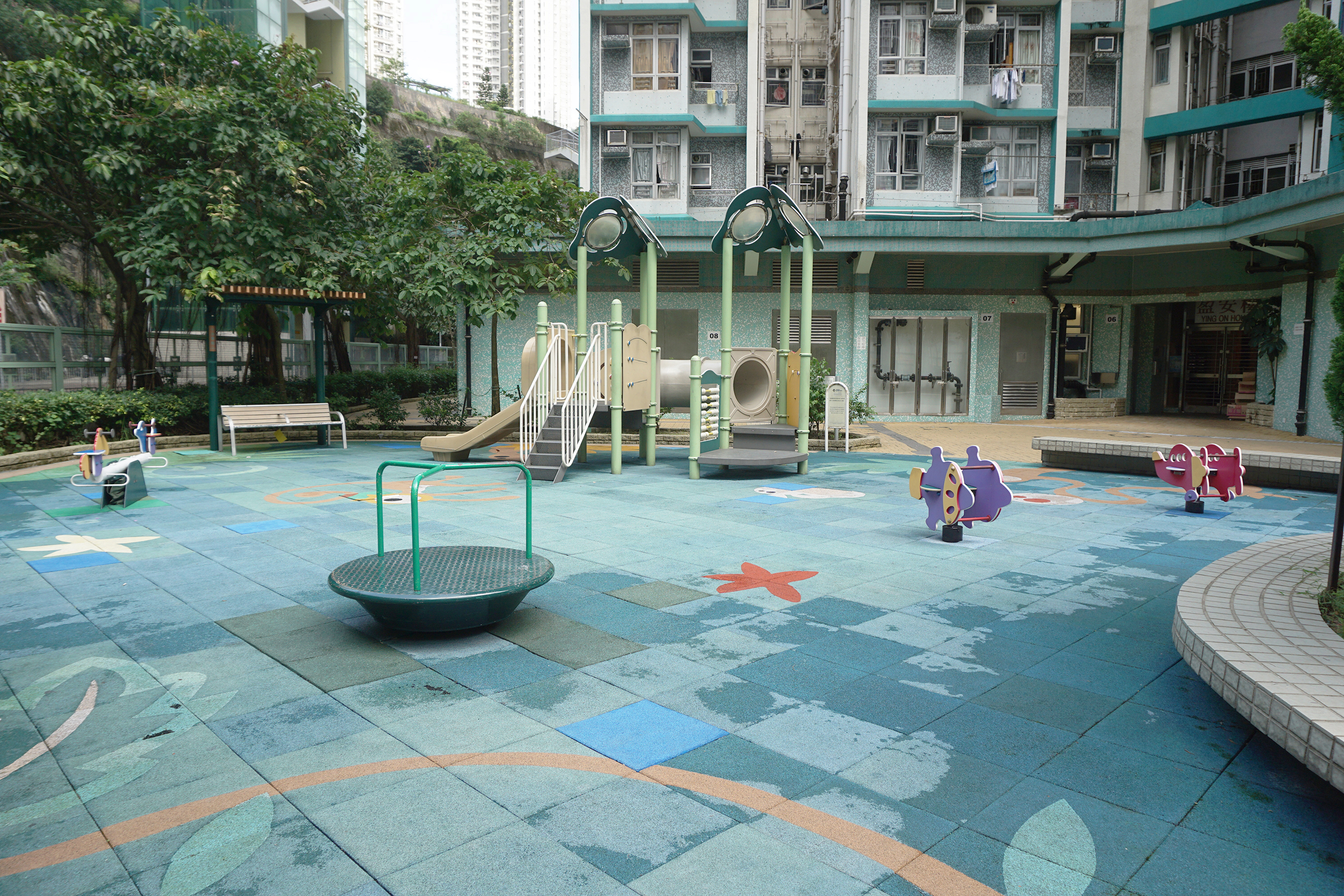
搖搖板、團團轉、彈簧椅及滑梯

## 區議會議席分布
| 範圍／年度               | 2008-2011 | 2012-2015 | 2016-2019  | 2020-2023  | 2024-2027  |
| ------------------------ | --------- | --------- | ---------- | ---------- | ---------- |
| 盈富樓、盈安樓以及盈康樓 | 坪石選區  | 雙彩選區  | 雙彩選區   | 啟業選區   | 觀塘西選區 |
| 盈樂樓及盈順樓           | 坪石選區  | 雙彩選區  | 佐敦谷選區 | 佐敦谷選區 | 觀塘西選區 |

## 事故
- 2009年5月7日，盈康樓38樓一單位發生火警，一名76歲男住客吸入濃煙死亡。[25]
- 2018年6月20日上午11時左右，盈順樓一名近日涉及一宗刑事罪案的16歲少年爬出35樓的單位窗外，危坐外牆簷篷，家人連忙報警求助。警方及消防員趕到游說，並召談判專家協助。消防員在地面張開救生氣墊，同時在樓上單位準備飛將軍。少年曾經傾手提電話3至4次，至下午1時半左右，身處樓上單位的消防飛將軍，爬出窗外準備空降之際，少年仰望瞥見，竟然立即一躍而下，跌在地下梯級的欄杆，再反彈墮地，距離氣墊不足兩米，他的右腳掌折斷甩脫，當場重創昏迷，送院證實不治。警方正了解他不開心的原因，事發時少年的母親一直在單位內，她事後傷心激動，由親友陪同送院檢查。

## 外部連結
- 房委會物業位置及資料 彩盈邨 （页面存档备份，存于）
- 房委會釐定八個新屋邨租金（页面存档备份，存于）